# Apache Roller
Apache Roller（アパッチ・ローラ）は、Javaベースでマルチブログ・マルチユーザ機能を兼ね備えたオープンソースブログサーバソフト。Apacheプロダクトのひとつ。

## 概要
Dave Johnsonが2002年に雑誌記事のために書いたツールであるが、FreeRoller.net（現JRoller.com）におけるポピュラーなものとなり、後にサン・マイクロシステムズの従業員ブログやIBM developerWorks blogsに採用された。2005年にはApache Incubatorとして採択された。3.1以降Incubatorを卒業、Apache Software Foundationの公式プロジェクトとなっている。
なお、Daveは2019年現在CloudBeesに所属している。

## 特徴
インストールガイドの前提環境はJava SE 5 + Apache Tomcat 5.5以降またはSun Web Server 7.0またはProject GlassFish 2.0 ＋ MySQLまたはApache Derbyであるのだが、Java Servletソフトウェアの性格上、動作環境は懐が深い側面を持つ。
- Servlet 2.4準拠なので、同規格に対応していればWebコンテナは何でもよい。
- データベースはMySQLまたはApache Derbyが推奨であるが、他にPostgreSQL、IBM DB2、 Oracle、HSQLDBのセットアップスクリプトがデフォルトで用意されている。
- 上記コンテナ環境およびデータベースソフトウェアが動作するのであればどのようなOSでもよい。

4.0より、Project GlassFishを用いる場合、同ソフトのアップデートツールを用いる事でインストールがきわめて容易に可能となった（基本的にGlassFishのインストール＞updatetoolからのRoller本体インストール＞JavaDBを立ちあげるだけ）。
動的にページを生成するのでサイト再構築の必要がない。テンプレートがあらかじめいくつか用意されているが、カスタマイズやオリジナルのテンプレートを用意することもできる。テンプレートはHTMLと独自マクロで構成されている。エディタは添付のものもあるが、JSPを知っていれば独自に作成できる。内部的にUTF-8を採用しているため国際化対応もしており、ローカライズも容易にできる。現バージョンで一部機能にかかる部分を除いてほぼ日本語表示がなされるようになった。
代表的なブログソフトウェアの中でもRoller独特の機能として、
- ひとりのユーザが複数のブログを作成・更新・管理できる
- ひとつのブログを複数人で更新できる
- ブログの投稿・設定権限が設定できる
  - 下書きのみ書けるLimited（下書き）権限
  - 下書きや投稿ができるAuthor（著者）権限
  - 投稿やブログの設定ができるAdmin（管理者）権限
- サービス全体の管理者特権が用意されている
- エントリごとにコメントの投稿制限や期限が設定できる
- 特定言語向けの記事を書くことができる（3.0から）

がある。さらに3.1では以下の機能が追加された。
- キーワードタグ
- Xinhaベースのエントリエディタ
- フルプレビュー機能
- コメント削除機能の強化
- ファイルアップロードにおけるフォルダ機能のサポート

また、現行版ではLDAPサポートも入っている（設定を若干いじる必要あり）。
2009年10月にリリースされた5.0では以下の機能が追加された。
- OpenIDのサポート。
- ビデオや画像、オーディオファイルを簡単にアップロードし、管理する機能。
- 簡単なマルチドメインのサポート。
- ブログの所有者が他人のコメントを編集する機能。
- OAuthのサポート。

### 公式サイト
- 公式プロジェクト
- Apache Project
- Java.net Support Project
- Daveのブログ

### Rollerを採用しているサイト
- JRoller
- IBM developerWorks blogs
- blogs.sun.com
- NetBeans.jp（日本語）